# مرشحة (تصنيف)

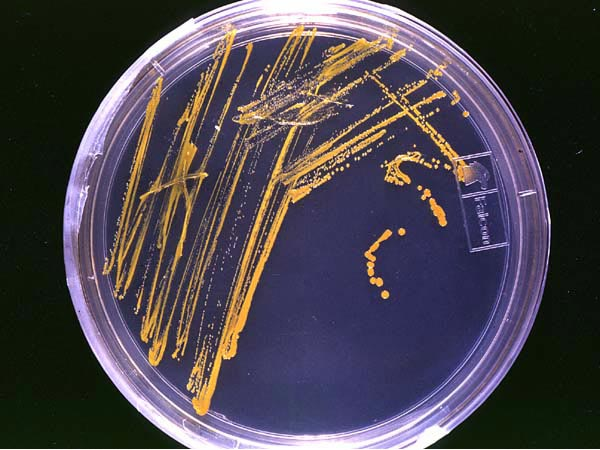

المرشحة (باللاتينية: Candidatus) في التسميات البكتيرية (الكلمة اللاتينية كانت تعمي المرشح لمنصب السناتور في روما القديمة وسمي على اسم ثوب أبيض يرتديه أعضاء مجلس الشيوخ الروماني) هو مكون من الاسم التصنيفي للبكتيريا التي لا يمكن الاحتفاظ بها في مزارع البكتيريا. وهي تعني أن الوضع التصنيفي مؤقت إلى حين التمكن من زراعة الكائن الحي. على سبيل المثال مرشحة فيتوبلازما ألوكازارينية (الاسم العلمي:Candidatus Phytoplasma allocasuarinae), وهذا يمكن أن يختصر إلى مر. فيتوبلازما ألوكازارينية (الاسم العلمي:Ca. Phytoplasma allocasuarinae).
وضع المرشحة يمكن استخدامها عندما يكون النوع أو الجنس قد تم وصفه بشكل جيد ولكن لم يتم زراعته حتى الآن. مع توافر التكنولوجيا اليوم يتم الحصول على الكثير من المعلومات بواسطة فحص وجود المورثة 16S rRNA أو الجينوم شبه الكامل من تقنيات الجينوميات البيئية الحديثة (بالإنجليزية: metagenomics)‏.